# Winx Club
『Winx Club』（ウィンクス・クラブ）は、イジーニオ・ストラッフィのアイデアを基にイタリアのスタジオレインボーS.r.l.で制作したアニメシリーズで、他国にも配給されている。イタリアではRai DueとRai Gulpで放送されている。アメリカ国内では4キッズエンタテインメントがマーケティングセールスを行っていたが、ニコロデオンとレインボーS.r.l.が提携、新たに2シーズンを制作されることとなった。アメリカでは2012年8月26日から新シーズンが放送開始された。2025年にはリブートの制作が決定している。
このアニメはミュージカル、アイスショー、コミックやゲーム、長期にわたる関連商品（衣装、装飾品、人形）の販売で、5歳から12歳の幼女および少女達を対象とした市場を展開している。
Winx とは「Magix」（マジックス）という人間が入ることができない世界の「Alfea」（アルフィア）に住む妖精達である。

## あらすじ
第1シリーズ
普通の地球少女ブルームは、ある日、魔法の妖精ステラと鬼クノトを主任に前面に出したモンスター集団が行う戦いに巻き込まれる。その過程でステラを救うために、魔法の力を借りて、モンスターと戦ったブルームは、自分自身に眠っていた魔法の力を使えるようになる。信じられない妖精の世界についてもっと知りたくなったブルームは寄宿制の妖精大学校アルフェアへの入学を決意する。  今のような学校に通うようにされたブルームとステラ。二人は同じ寮に割り当てがされ、フローラ、ミューサ、テクナは三人の妖精たちも一緒に割り当てを受けることになる。 5人の少女たちは、すぐに親友になり「Winx Club」を結成する。アルフェア以外にも、少年たちが勉強しているレッドファウンテンと魔女が勉強するクラウドタワーなどがあった。ブルームは、クラウドタワーの魔女であるアイシー、ダーシー、ストーミーと出くわしが...。
第2シリーズ
Winx Clubの妖精たちは、夏休みを過ごしてアルフェアで2年生を迎えることになる。新たに登場した妖精アイーシャは、Winx Clubに自分の「ピクシー（妖精たちと結束されているエルフ）」を構造してくれと頼む。魔王「ダカー」は「ピクシー村」の位置を把握するため「ピクシー」を人質にしている。
第3シリーズ
「オメガディメンション」で追放させられたトリックス（アイシー、ダーシー、ストーミー）」は「バルター」と脱出する。Winx Clubはアルフィアの3年生になって、他の人のために犠牲にする生じる「エンチャンティックスフォーム」を学ぶ。
第4シリーズ
アルフィアの教師によってもたらされたWinxたち！最初の授業を終えWinxは、地球の最後の妖精をなくすために知ってアルフィアに訪れた黒サークルのウィザードたちに攻撃を受けることになる。彼らの目標とした妖精はブルーム。しかし、ブルームは、地球の最後の妖精ではないので、ウィザードは退くされる。パラゴン多校長先生はWinxに「地球最後の妖精を探して保護する」という任務を与える。また、より強くなるために人々が妖精を信じ作成成功できる変身魔法、「ビリーヴィックス」も成功させなければならない。  地球最後の妖精を保護するために地球に行っWinxはブルームの母の花屋を改造して「愛とペット」というペットショップをドレス人々が妖精を信じる作成ビリーヴィックスを成功させようとして地球の最後の妖精も見つけようとする。  いよいよWinxは、地球の最後の妖精である動物の妖精ロキシーを見つけ、ロキシーを保護することになる。また、ロキシーを介しビリーヴィックスパワーも成功させる。しかし、黒サークルのウィザードたちもロキシーを探しロキシーを取り除くしまおうかWinxの強力なビリーヴィックスパワーで失敗することになる。また、Winxとロキシーは、黒サークルによって封印されていた地球の妖精たちも解放ことになる。地球の妖精たちは、人間とウィザードに復讐をしなければと決意一つWinxが説得して、地球の妖精が人間への復讐を放棄し、黒サークルのウィザードが公正な裁判を受けるようにする。しかし、黒サークルのウィザードの計画に、地球の妖精たちが危機にチョハジャチョハスペシャルリストのいずれかであり、アイシャのボーイフレンドだったノーブーが魔法ですべてを求め倒れる。アイシャとWinxは、ウィザードに最後の話で複数してそれらを削除して、地球に平和が訪れる。
第5シリーズ
第6シリーズ
第7シリーズ

## 登場キャラクター
担当声優は、原語のイタリア版/日本語吹き替え版（日本ではNetflixのワールドオブウィンクスのみ公開）の順に表記。

### Winx Clubの女の子たち
ブルーム（Bloom）
声 - レティツィア・チャンパ/小林希唯
本作の主人公。ドラゴンフレイムという炎の竜の妖精で「Winx Club」のリーダー。地球の国「ガーデニア」出身。スカイのガールフレンド。燃えるような赤毛の持ち主で、まっすぐ素直で芯が強い性格。
赤ん坊の頃に消防士の養父と養母に拾われて大切に育てられたが、実は炎の龍を守護する惑星「ドミノ」の王女で最後の生き残りだった。
地球で幸せに暮らしていた時、ステラとトロールの戦いに巻き込まれ、思いがけず炎に守られる。ブルームの妖精の力に気付いたステラに「アルフィア妖精学校」への入学を勧められ、学校で知り合った妖精たちと「Winx Club」というチームを結成する。「トリックス」との戦いで妖精の力を発揮し、変身できるようになった。
年齢：16～19歳
誕生日：12月10日
惑星：地球/ドミノ
出身：ドミノ
好み：-
得意：-
弱点：-
ほか：-
ステラ（Stella）
声- ペルラ・リベラトーリ/稲川英里
太陽と月と星の妖精で「ソラリア」界のプリンセス。太陽・月・星の魔力を持つ。ファッションとイケメンが好きな金髪の女の子で、明るく楽天的なうぬぼれ屋。ロッドに変わる魔法の指輪をはめている。ブランドンのガールフレンド。
年齢：17～20歳
誕生日：8月18日
惑星：ソラリア
好み：-
得意：-
弱点：-
ほか：-
ミューサ（Musa）
声：ジェマ・ドナーティ/
音楽の星「メロディ」出身の妖精。歌や音楽など、音全般を司る魔法を使う。勝ち気でおてんばなアジア風の女の子。レイヴァンのガールフレンド。小さい頃に母親を亡くしている。
年齢：16～19歳
誕生日：5月30日
惑星：メロディ
好み：-
得意：-
弱点：-
ほか：-
フローラ（Flora）
声：イラリア・ラティーニ/
自然の星「リンフィア」のプリンセス。花や草木など、自然の魔法を使う。優しく恥ずかしがり屋なラテン風の女の子。自然を大切にし、自然を傷つけられると大きな魔力を発揮する。ヒーリアのガールフレンド。
年齢：16～19歳
誕生日：3月1日
惑星：リンフェア
好み：-
得意：-
弱点：-
ほか：-
テクナ（Tecna）
声︰ドミティッラ・ダミーコ/
テクノロジーの星「ゼニス」出身の妖精。真面目でひかえめな紫の髪の女の子。頭が良く、デジタルパワーの魔法と様々な機械全般を扱う。ミュサと親友。ティミーのガールフレンド。
年齢：16～19歳
誕生日：12月16日
惑星：ゼニス
好み：-
得意：-
弱点：-
ほか：-
アイーシャ（Aisha）/レイラ（Layla）
声：ラウラ・レンギ/
水とジャングルの星「アンドロス」のプリンセス。モーフィックスというピンク色の魔法の液体を自在に操る。オープンマインドで運動神経抜群なアフリカ風の女の子。ナブーのガールフレンドだが、シーズン4で死別してしまう。一部メディアでの名前はレイラ。
年齢：17～19歳
誕生日：6月15日
惑星：アンドロス
好み：-
得意：-
弱点：-
ほか：-
ロキシー（Roxy）
声：- デボラ・マニャーギ/
第4シリーズより登場。地球の国「ティルナノーグ」最後の妖精。強い潜在能力を秘め、動物たちと心を通わす魔力を持つ。
年齢：16歳
誕生日：3月20日
惑星：地球
好み：-
得意：-
弱点：-
ほか：-

### ペットとヘルパー
ピクシー（シリーズ2–4、6–7）
ロケット（Lockette）
ブルームのピクシー。
アモーレ（Amore）
ステラのピクシー。
チャッタ（Chatta）
フローラのピクシー。
チューン（Tune）/チェリー（Cherie）
ミューサ：シリーズ2–4/ピクシー：シリーズ6–7。
デジット（Digit）/ キャラメル（Caramel）
テクナ：シリーズ2–4/ピクシー：シリーズ6–7。
ピフ（Piff）
アイーシャ/レイラのピクシー。
フェアリーペット（シリーズ4）
ベル（Belle）
ブルームのペット。
ジンジャー（Ginger）
ステラのペット。
ココ（Coco）
フローラのペット。
ペペ（Pepe）
ミューサのペット。
チッコ（Chicko）
テクナのペット。
ミリー（Milly）
アイーシャ/レイラのペット。
セルキー（シリーズ5）
セレナ（Serena）
ブルームのセルキー。
イリリス（Illiris）
ステラのセルキー。
デジレー（Desiree）
フローラのセルキー。
ソナ（Sonna）
ミューサのセルキー。
リチア（Lithia）
テクナのセルキー。
レミー（Lemmy）
アイーシャ/ レイラのセルキー。
フェアリーアニマル（シリーズ7）
エラス（Elas）
ブルームのアニマル。
シャイニー（Shiny）
ステラのアニマル。
アマロク（Amarok）
フローラのアニマル。
クリッティー（Critty）
ミューサのアニマル。
フリッター（Flitter）
テクナのアニマル。
スクオンク（Squonk）
アイーシャ/ レイラのアニマル。

### スペシャリスト
「レッドファウンテンスペシャリスト養成学校。」に通う、勇者達。「Winx Club」達を守る。
スカイ（Sky）
惑星「エラクリオン」の王子で、ブルームのボーイフレンド。
ブランドン（Brandon）
スカイと故郷を同じくする彼の親友であり、従者。ステラのボーイフレンド。
ヒーリア（Helia）
「レッドファウンテンスペシャリスト養成学校」校長、サラディンの孫。フローラのボーイフレンド。
ナブー（Nabu）
アイーシャと同じ、「アンドロス」出身の魔法を得意とするスペシャリスト。アイーシャのボーイフレンド。4シーズンに亡くなる。
レイヴァン（Riven）
無愛想だが気は優しい。ミューサのボーイフレンド。
ティミー（Timmy）
恥ずかしがり屋でスペシャリストの中で頭がいい。ヒーリアの親友で、テクナのボーイフレンド。

### 悪役キャラ

#### トリックス（Trix）
ブルームの故郷、「ドミノ」を滅ぼした魔女達を先祖に持つ三姉妹の魔女。かつて、「クラウド・タワー魔女養成学院」に通っていたが、ブルームから奪ったドラゴンフレームで「マジックス」を滅ぼしかねない事件を起こし、退学・投獄された。だが、敵の魔法使いがたびたび彼女らを見つけだし、「トリックス」は彼らに従順し、「Winx Club」を追い落とそうと画策する。
アイシー（Icy）
氷の魔法で冷気を操る。魔女三姉妹の長女。三姉妹の中でもリーダー格であり、一番魔力が強い。冷酷な性格。
ダーシー（Darcy）
闇魔法を得意とする。魔女三姉妹の次女。最も冷静であり、能力がある。人を操るのが得意でもある。
ストーミー（Stormy）
嵐を自由自在に操る。魔女三姉妹の三女。雷を降らして、妖精達、特に「Winx Club」を攻撃する。

#### フェアリーハンター（Fairy Hunter）
オーグロン（Ogron）
アナガン（Anagan）
ガントロス（Gantlos）
デューマン（Duman）

## トランスフォーメーション
- Magic Winx（マジックウィンクス）（シリーズ1–3）
- Charmix（チャーミックス）（シリーズ2）
- Enchantix（エンチャンティックス）（シリーズ3、8）
- Believix（ビリーヴィックス）（シリーズ4、5）
  - マジック翼 
    - Speedix（スピーディックス）
    - Zoomix（ズーミックス）
    - Tracix（トラーシックス）

  - 運命のギフト
    - Sophix（ソーフィックス）
      - Bloom: Inner Flame（こころの炎）
      - Stella: Drop of Light（光のドロップ）
      - Aisha: Vital Beat（バイタルビート）
      - Musa: Pure Harmony（純粋なハーモニー）
      - Tecna: Superior Order（優れた秩序）
      - Flora: Breath of Nature（自然の息）

    - Lovix（ラヴィックス）
      - Bloom: Ice Flame（氷の炎）
      - Musa: Snow's Melody（雪のメロディー）
      - Flora: Untamable Nature（野生の自然）
      - Stella: Crystal Light（結晶の光）
      - Tecna: Chill Breath（氷の息）
      - Aisha: Hail Rain（雹の雨）
- Harmonix（ハーモニックス）（シリーズ5）
- Sirenix（サイレニックス）（シリーズ5、6、8）
  - Stella: Light of Sirenix（サイレニックスの光）
  - Musa: Voice of Sirenix（サイレニックスの声）
  - Tecna: Aura of Sirenix（サイレニックスのオーラ）
  - Flora: Flower of Sirenix（サイレニックスのお花）
  - Aisha: Tide of Sirenix（サイレニックスの潮）
  - Bloom: Fire of Sirenix（サイレニックスの火）
- Bloomix（ブルーミックス）（シリーズ6、7）
- Mythix（ミーフィックス）（シリーズ6）
- Butterflix（バタフリックス）（シリーズ7、8）
- Tynix（タイニックス）（シリーズ7）
- Cosmix（コスミックス）（シリーズ8）

## 各話タイトル

### 第1シリーズ
1. Una fata a Gardenia（予期せぬ出来事）
2. Benvenuti a Magix!（マジックスへようこそ）
3. L'anello di Stella（アルフィア妖精の学校）
4. La palude di Melmamora（マッドブラックのぬま）
5. Appuntamento al buio（災害とのデート）
6. Missione a Torrenuvola（クラウド・タワーのミッション）
7. A che servono gli amici?（困っている友達）
8. La festa della rosa（バラの日）
9. Il tradimento di Riven（裏切った）
10. La Fiamma del Drago（ドラゴンの炎）
11. Il regno delle ninfe（モンスターと柳）
12. Miss Magix（ミス・マジックス）
13. La figlia del fuoco（偉大な秘密が明らかになった）
14. Il segreto di Bloom（ブルームの暗い秘密）
15. Voci dal passato（すべてのものの上に敬え）
16. Il nemico nell'ombra（暗い悪夢）
17. Il segreto di Brandon（秘密とより多くの秘密）
18. Addio Magix（ガーデニアで待ち伏せ）
19. Attacco ad Alfea（マジックスの落下）
20. La scomparsa di Bloom（希望の失った）
21. Trappola di ghiaccio（夢の冠）
22. Il ritorno di Riven（無限の嵐）
23. Fuga da Torrenuvola（苦痛からの脱出）
24. Il mistero del lago（王女と妹）
25. Il sonno di Magix（祈る時間だ）
26. Battaglia finale（マジックスの目覚め）

### 第2シリーズ
1. La Fenice d'Ombra（シャドーフェニックス）
2. Il ritorno delle Trix（トリックスのリターン）
3. Missione di salvataggio（悪いから悪化へ）
4. La principessa Amentia（プリンセス・アメンヂア）
5. Magico Bonding（魔法がなければ、それは何もない）
6. Il matrimonio di Brandon（私の彼氏の結婚式）
7. La pietra misteriosa（神秘的な背の高い石）
8. Il guastafeste（お祝いの妨害）
9. Il segreto del professor Avalon（卒去の天使）
10. La cripta del Codice（運命が書かれています）
11. Corsa contro il tempo（郷愁）
12. Unite per la vittoria（マスクの後ろ）
13. La dama del ballo（魔法の使用を禁止する）
14. Battaglia sul pianeta Eraklyon（誘拐した）
15. Lo spettacolo continua（ショーは続けなければならない）
16. Hallowinx!（ハロウィンクス）
17. Gemellaggio con le streghe（妖精と魔女）
18. Nel cuore di Torrenuvola（クラウドタワーの中心部にある）
19. La spia nell'ombra（影の下で）
20. Il villaggio delle Pixies（ピクシー村）
21. Il potere del Charmix（チャルミックスのエネルギー）
22. Wildland: la grande trappola（すべてを克服する）
23. Il momento della verità（真実を知る時）
24. Prigioniera di Darkar（さようならブルーム）
25. Faccia a faccia con il nemico（敵との競争に直面する）
26. Le ceneri della Fenice（フェニックスの灰）

### 第3シリーズ
1. Il ballo della principessa（プリンセスのボール）
2. Il marchio di Valtor（バルトールのマーク）
3. La principessa e la bestia（プリンセスと獣）
4. Lo specchio della verità（真実の鏡）
5. Il mare della paura（恐怖の海）
6. La scelta di Aisha（アイシャの選択）
7. La Compagnia della Luce（光の会社）
8. Una sleale avversaria（不実な敵）
9. Il cuore e la spada（心臓と剣）
10. Alfea sotto assedio（包囲下のアルフィア）
11. Trappola per fate（妖精のためのトラップ）
12. Le lacrime del salice nero（ｸﾛﾔﾅｷﾞの涙）
13. Un ultimo battito d'ali（人生のはためく最後）
14. Furia!（激怒！）
15. L'isola dei draghi（ドラゴンズの島）
16. Dalle ceneri（灰の中から生まれる）
17. Nella tana del serpente（氷蛇の巣で）
18. Lo scrigno di Valtor（バルトールの箱）
19. All'ultimo minuto（最後の瞬間に）
20. La carica delle Pixie（ピクシーズの担当）
21. La Torre Rossa（赤塔）
22. Il labirinto di cristallo（結晶迷路）
23. La sfida dei maghi（ウィザーズの挑戦）
24. La rivelazione delle streghe（魔女の陰窩）
25. L'ira dello stregone（先祖代々の魔女たち）
26. Un nuovo inizio（新たな始まり）

### 第4シリーズ
1. I cacciatori di fate（黒サークルのウィザーズ）
2. L'albero della vita（人生のツリー）
3. L'ultima fata della Terra（地球に到着）
4. Love & Pet（愛とペット）
5. Il regalo di Mitzi（オグローンの呪文）
6. Una fata in pericolo（あなたを信じていた）
7. Winx Believix （ビリヴィックスの目覚め）
8. Il Cerchio Bianco（白サークル）
9. Nebula（ネブラの呪い）
10. La canzone di Musa（毎日イライラする）
11. Winx Club per sempre!（ウィンクス・クラブ永遠に）
12. Papà! Sono una fata!（お父さん！私は妖精です）
13. L'attacco degli stregoni（ウィザーズのアタック）
14. 7: il numero perfetto（7：完全数）
15. Lezioni di magia（街の新しい魔女）
16. Un mondo virtuale（仮想隠れ家）
17. L'isola incantata（魅惑の島）
18. La furia della natura（自然の怒り）
19. Nel regno di Diana（ダイアナの王国で）
20. I Doni del Destino（運命のギフト）
21. La caverna di Sibylla（シビラの洞窟）
22. La torre gelata（冷凍タワー）
23. La prova di Bloom（ブルームのテスト）
24. Il giorno della giustizia（正義の日）
25. Il segreto di Morgana（モルガーナの秘密）
26. Ghiaccio e fuoco（氷と火災）

### 第5シリーズ
1. Minaccia dall'oceano（石油流出）
2. L'ascesa di Tritannus（トリータヌスの台頭）
3. Ritorno ad Alfea（アルフィアに戻って）
4. Il Libro Sirenix（シレニックスの本）
5. Il magico Lilo（リロのお花）
6. Potere Harmonix（ハーモニックスのパワー）
7. Le Conchiglie Luccicanti（内側の問題）
8. La melodia del rubino（ルビーのサンゴ礁の秘密）
9. La Gemma dell'Empatia（共感の宝石）
10. Natale ad Alfea（マジックスでのクリスマス）
11. Le Trix in agguato（トリックスのトリック）
12. Prova di coraggio（勇気のテスト）
13. Le fate Sirenix（サイレニックスのゲートを踏切）
14. Il Trono dell'Imperatore（皇帝の王位）
15. Il Pilastro della Luce（光の柱）
16. L'eclisse（日食）
17. L'occhio che inspira le fate（妖精たちの感動的な目）
18. Il divoratore（セルキエスイーター）
19. Le Balene del Canto（歌うのクジラ）
20. Problemi sentimentali（愛の問題）
21. Un appuntamento perfetto（完璧のデート）
22. Ascolta il tuo cuore（あなたの心臓に聞く）
23. Sulle tracce di Politea（サメの目）
24. Il Respiro dell'Oceano（パラダイスベイに節約）
25. Scontro epico（最後発見）
26. La fine dell'incubo（悪夢の終わり）

### 第6シリーズ
1. L'ispirazione del Sirenix（サイレニックスのインスピレーション）
2. Legendarium（レジェンダリアム）
3. Il collegio volante（飛行学校）
4. Il potere Bloomix（ブルーミックスのパワー）
5. Golden Auditorium（ゴルデンオーディトリアム）
6. I Mangiafuoco（火食べる人）
7. La biblioteca perduta（失われたライブラリ）
8. L'attacco della Sfinge（スフィンクスの攻撃）
9. Il Tempio del Drago Verde（緑龍の神殿）
10. La serra di Alfea（アルフィアの温室）
11. Sogni infranti（壊れた夢）
12. I figli della notte（夜の子供たち）
13. La Fata Madrina（妖精の名付け親）
14. Mythix（ミーフィックス）
15. Il mistero di Calavera（カラベラの謎）
16. L'invasione degli zombie（ゾンビの侵略）
17. La maledizione di Fearwood（フェアウッドの呪い）
18. Il totem magico（魔法のトーテム）
19. Regina per un giorno（その日のための女王）
20. Il banchetto di Solaria（ソラリアの宴会）
21. Un amore mostruoso（巨大な愛）
22. Music Café（ミュージックカフェ）
23. L'inno di Alfea（アルフィアの国歌）
24. Scontro fra campioni（チャンピオンの衝突）
25. Acheron（アチェロン）
26. Winx per sempre（ウィンクス永遠に）

### 第7シリーズ
1. Il parco naturale di Alfea（アルフィアの自然公園）
2. Giovani fate crescono（若い妖精が育ちます）
3. Butterflix（バタフリックス）
4. Il primo colore dell'Universo（宇宙の最初の色）
5. Un amico dal passato（過去の友人）
6. Avventura su Lynphea（リンフェアの冒険）
7. Attenti al magilupo（魔法オオカミの用心）
8. Ritorno al Medioevo（中世に戻ります）
9. Il gatto fatato（猫の妖精）
10. Winx in trappola（ウィンクス閉じ込められました）
11. Missione nella giungla（ジャングルでの任務）
12. L'animale fatato di Tecna（動物の妖精テクナ）
13. Il segreto dell'unicorno（ユニコーンの秘密）
14. Potere Tynix（タイニックスのパワー）
15. Le pietre magiche（魔法石）
16. Ritorno a Baia Paradiso（パラダイスベイに戻ります）
17. Viaggio in una goccia（ドロップの旅）
18. Il rapimento di Stella（ステラの誘拐）
19. L'arcobaleno di Magix（マジックスの虹）
20. Baby Winx（赤ちゃんウィンクス）
21. Pazzo, pazzo mondo（クレイジー、クレイジー世界）
22. Il regno dei diamanti（ダイヤモンドの王国）
23. Il cuore di Alfea（アルフィアの心）
24. La farfalla dorata（バタフライ黄金）
25. Un patto inatteso（予想外の協定）
26. Il potere degli animali fatati（動物の妖精のパワー）

### 第8シリーズ
1. La notte delle stelle
2. Il regno delle Lumen
3. Attacco al nucleo
4. Popstar!
5. Il segreto di Orion
6. La stella faro
7. Trappola su Prometia
8. Negli abissi di Andros
9. La luce di Gorgol
10. Il potere dell'Idra
11. Il tesoro magico di Syderia
12. Festa a sorpresa
13. L'ombra di Valtor
14. La Stella dei Desideri
15. Una nuova missione
16. La festa dello Sparx
17. Il vestito della regina
18. La valle degli unicorni alati
19. La torre oltre le nuvole
20. Il Cuore Verde di Lynphea
21. La gara di ballo su Melody
22. Il segreto dell'armonia
23. Fra terra e mare
24. Tra i ghiacci di Dyamond
25. La volpe bianca
26. Scritto nelle stelle

## TVスペシャル
1. Il destino di Bloom（ブルームの運命）
2. La vendetta delle Trix（トリックスの復讐）
3. Battaglia per Magix（マジックスの戦い）
4. La Fenice d'Ombra（シャドーフェニックス）

## 映画

### Winx Club - 失われた王国の秘密
2007年公開。主題歌はオーストラリアの歌手ナタリー・インブルーリアの『All the Magic』。

## 実写版
2018年3月、レインボー社は実写版の制作を発表。2019年8月にブライアン・ヤングがショーランナー、ジュディー・クーニハンが製作総指揮を務める『ウィンクス・サーガ: 宿命（原題:"Fate: The Winx Saga"）』を2021年1月22日にネットフリックスで配信することが決定。ネットフリックスの関係者によれば、アニメ版をベースに製作されると思われると言う。現時点で3シーズン制作が決まっていたが、同日に第1シーズンが全6話、2022年9月16日に第2シーズンが全7話で各々配信された後、同年11月に打ち切りが発表された。